# 2006 par pays au Proche-Orient
Les évènements par pays de l'année 2006 au Proche-Orient et dans le monde arabe.
Chronologie par pays au Proche-Orient
- 2002
- 2003
- 2004
- 2005
- 2006
- 2007
- 2008
- 2009
- 2010

## Tout le Proche-Orient
- 4 et 5 février 2006 : les caricatures de Mahomet publiées au Danemark donnent lieu à des manifestations anti-danoises à Damas, Beyrouth et au Caire. C'est à Beyrouth que le mouvement est le plus violent : le consulat de Danemark est incendié, faisant un mort, et les manifestants lapident des églises et boutiques chrétiennes. Plusieurs personnalités musulmanes, dont les premiers ministres du Liban et de Turquie, désapprouvent ces violences, tandis que l'Irak gèle tous ses contrats avec le Danemark et la Norvège[1].

## Liban
- 12 juillet 2006 : début de bombardements massifs de l'Armée israélienne contre le Hezbollah touchant de nombreuses cibles militaires et civiles. Le Hezbollah riposte par des tirs de roquettes vers le territoire israélien.
- 14 août 2006 : cessez-le-feu en application de la résolution 1701 du Conseil de sécurité des Nations unies.

## Turquie
- 13 juillet 2006 : inauguration de l'oléoduc Bakou-Tbilissi-Ceyhan reliant les gisements pétrolifères de la région de Bakou, en Azerbaïdjan, au port turc de Ceyhan sur la Méditerranée en passant par la Géorgie.

## Yémen
- 22 septembre 2006 : Ali Abdallah Saleh, président du Yémen depuis 1999, est réélu.